# Cyperus fauriei
Cyperus fauriei är en halvgräsart som beskrevs av Georg Kükenthal. Cyperus fauriei ingår i släktet papyrusar, och familjen halvgräs.
Artens utbredningsområde är Hawaii. Inga underarter finns listade i Catalogue of Life.